# Vasili Blücher
Vasili Konstantinovitsj Blücher, ook wel Bljoecher (Russisch: Васи́лий Константи́нович Блю́хер) (Barsjinka, oblast Jaroslavl, 1 december 1889 – Moskou, 9 november 1938) was een maarschalk van de Sovjet-Unie en slachtoffer van Jozef Stalins ‘grote zuiveringspolitiek’.

## Biografie

#### Vroege leven
Blücher werd onder de naam Goerov geboren in een boerenfamilie (Blücher was een bijnaam van de familie). Hij ging een poosje naar het seminarie, tot zijn ouders in 1904 vanwege financiële omstandigheden naar Sint-Petersburg verhuisden, om er aan de kost te komen. Blücher vervulde diverse eenvoudige baantjes, verhuisde in 1909 naar Moskou en trad bij het begin van de Eerste Wereldoorlog in dienst van het tsaristische leger, bracht het snel tot onderofficier en werd meerdere malen wegens dapperheid onderscheiden.

#### Revolutie en Burgeroorlog
In 1916 werd hij onder invloed van zijn vriend Valerian Koejbysjev lid van de Russische Sociaaldemocratische Arbeiderspartij en in 1917 nam hij met zijn regiment deel aan de Russische Revolutie te Samara. Eind 1917 werd hij naar Orenburg gestuurd om een door de Kozak Aleksandr Doetov geleide opstand tegen de Bolsjewieken neer te slaan, waarna hij zich definitief aansloot bij het Rode Leger. In 1919 vocht hij als officier van het 3e leger aan het Oostelijk front tegen Koltsjaks troepen. Later werd hij commandant van het 51e leger welke in 1920 aan het Zuidelijk front de witten van Baron Pjotr Wrangel versloeg, bij de Krim, waarmee hij de overwinning van de Roden in de Russische Burgeroorlog in dat deel van Rusland inluidde. In 1922 nam hij als bevelhebber deel aan de definitieve verovering van de Oostelijke gebieden op de laatste Witte- en geallieerde troepen. Hij werd meermaals onderscheiden, onder andere in 1918 als eerste met de Orde van de Rode Banier en later twee Leninordes.

#### Na de Burgeroorlog
Van 1922 tot 1924 leidde Blücher het leger van Sint-Petersburg en van 1924 tot 1927 werd hij als militair raadgever naar China gezonden, waar hij de Kwomintang ondersteunde. Na zijn terugkeer naar het Westen werd hij een poosje bevelhebber van het Oekraïense leger, maar in 1929 vertrok hij weer naar het Oosten van de Sovjet-Unie, waar hij bevelhebber werd van het in opbouw zijnde Oostelijke Leger. Hij streed er onder andere tegen de Chinese krijgsheer Zhang Xueliang. Hoogtepunt van zijn carrière was zijn benoeming in 1935 tot een van de vijf Maarschalken van de Sovjet-Unie.

#### Arrestatie en dood
In 1937 werd Blücher gedwongen plaats te nemen in een tribunaal dat tijdens een schijnproces te Moskou acht hooggeplaatste militairen ter dood veroordeelde, waaronder collega-maarschalk Michail Toechatsjevski. Eind juli 1938 voerde hij zijn Oostelijke Leger aan tijdens de Slag om het Chasanmeer in een poging om een Japanse aanval af te slaan. Na de eerste gevechten werd hij op 2 augustus echter teruggeroepen naar Moskou, om op 22 oktober te worden gearresteerd. Blücher werd enkele dagen persoonlijk ondervraagd door Lavrenti Beria, weigerde ondanks foltering te bekennen dat hij deel uitmaakte van een ‘militair-fascistische organisatie’. Dmitri Volkogonov vond vijftig jaar later in de Sovjetarchieven een getuigenis van de bij de zaak betrokken NKVD-agent Viktorov, die Blücher voor het laatst zag op 6 november, bijna onherkenbaar afgetuigd: “zijn gezicht was één bloederig geheel, één oog was eruit geslagen”. Op 9 november overleed hij uiteindelijk aan innerlijke verwondingen, maar de leugenachtige verklaring waaraan hij gedwongen werd zich te zetten heeft hij nooit ondertekend. Hij werd in 1956 gerehabiliteerd, tijdens Chroesjtsjovs ‘dooi’-periode.

## Onderscheidingen

### Sovjet-Unie
- Leninorde
  - 11 juni 1931
  - 22 februari 1938
- Orde van de Rode Banier van de Russische Socialistische Federatieve Sovjetrepubliek
  - 30 september 1918
  - 14 juni 1921
  - 20 juni 1921
- Orde van de Rode Banier van de Sovjet-Unie
  - 25 oktober 1928
  - 1928
- Orde van de Rode Ster in 1930
- Jubileummedaille voor XX Jaar Rode Leger van Arbeiders en Boeren in 1932

### Keizerrijk Rusland
- Sint-Georgekruis
  - 3e klasse
  - 4e klasse
- Medaille van Sint-George

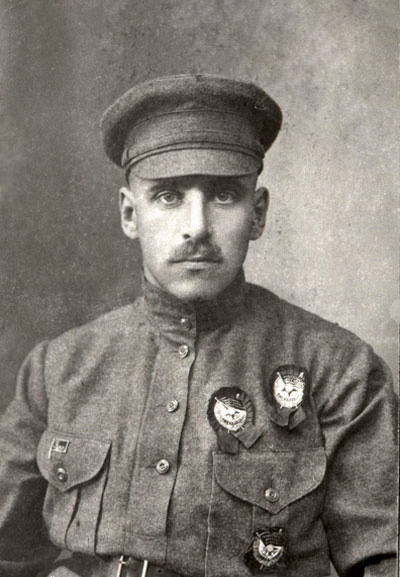
Vasili Blücher (1923)
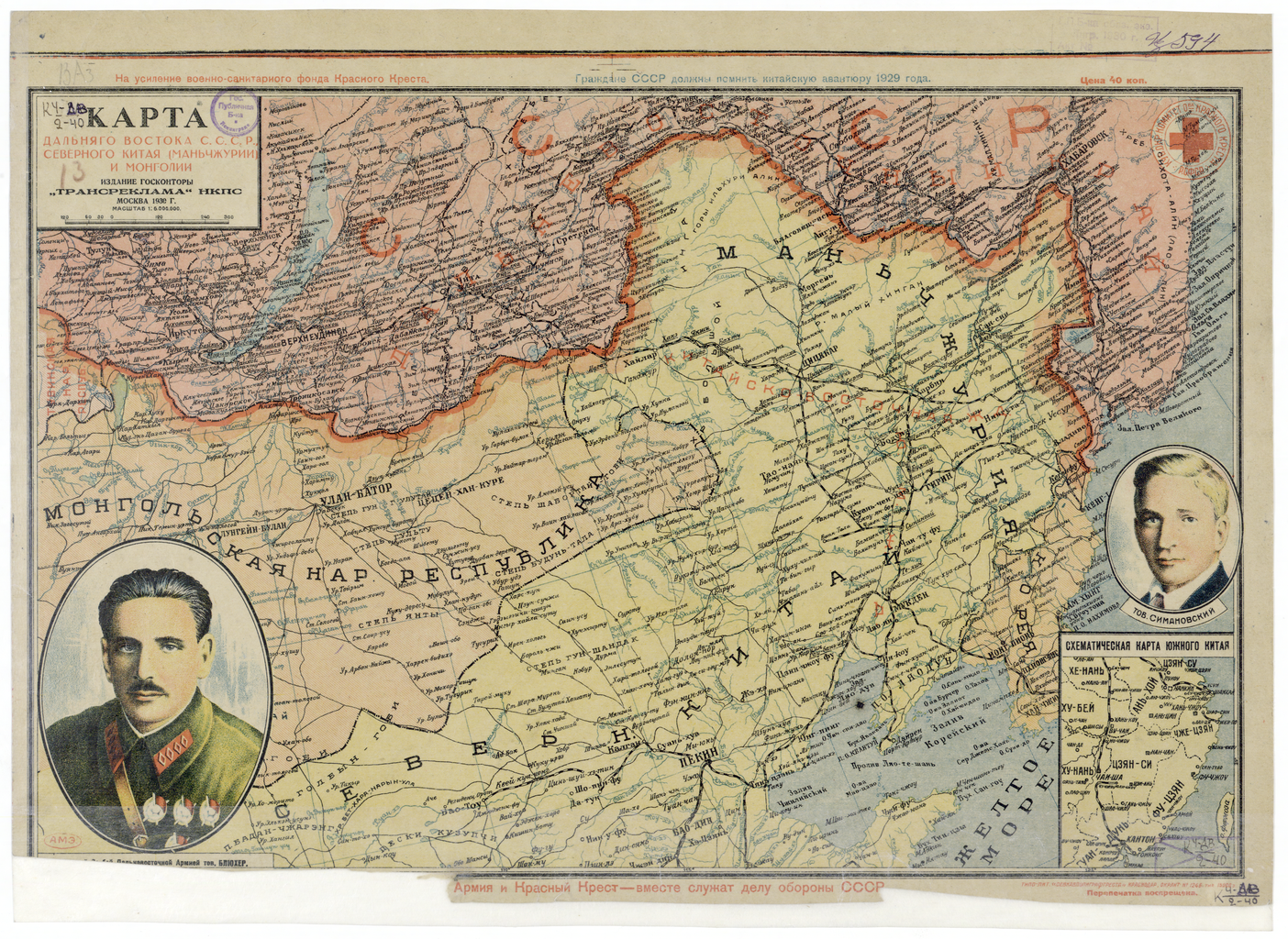
Deze Sovjet propaganda kaart uit 1930 is voorzien van een portret van Blücher in de linker benedenhoek.
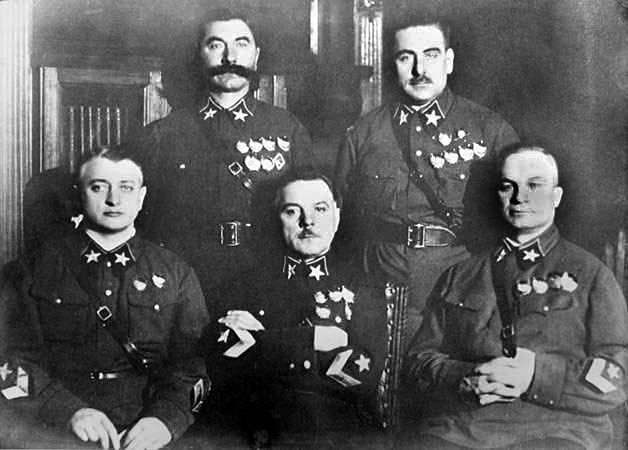
De vijf maarschalken van de Sovjet-Unie in 1935. V.l.n.r. Toechatsjevski, Boedjonny, Vorosjilov, Blücher, Jegorov.